# Monarcha frater
Monarca-d'asa-preta ou monarca-de-asa-negra (Monarcha frater) é uma espécie de ave da família Monarchidae.
Pode ser encontrada nos seguintes países: Austrália, Indonésia e Papua-Nova Guiné.
Os seus habitats naturais são: florestas subtropicais ou tropicais húmidas de baixa altitude e regiões subtropicais ou tropicais húmidas de alta altitude.